# 449

## Esdeveniments
- Ilerda és destruïda per atacs sueus i bagaudes.
- Invasió de Gran Bretanya per part dels anglosaxons
- La vila estava en poder dels gots, qui ocupaven les terres compreses entre els Pirineus i els rius Llobregós i Segre.